# Грејт Барингтон (Масачусетс)
Грејт Барингтон (енгл. Great Barrington) насељено је место без административног статуса у америчкој савезној држави Масачусетс.

## Демографија
По попису из 2010. године број становника је 2.231, што је 228 (-9,3%) становника мање него 2000. године.
| Група             | 2000.         | 2010.         |
| Белци             | 2.242 (91,2%) | 1.894 (84,9%) |
| Афроамериканци    | 76 (3,1%)     | 59 (2,6%)     |
| Азијати           | 25 (1,0%)     | 44 (2,0%)     |
| Хиспаноамериканци | 73 (3,0%)     | 172 (7,7%)    |
| Укупно            | 2.459         | 2.231         |